# 高知ユナイテッドSC
高知ユナイテッドスポーツクラブ（こうちユナイテッドスポーツクラブ、英: Kōchi United Sports Club）は、日本の高知県高知市を中心とする全県をホームタウンとする、日本プロサッカーリーグ（Jリーグ）に加盟するプロサッカークラブ。呼称は高知ユナイテッドSC（こうちユナイテッドエスシー）。

## 概要
2016年2月1日、高知県で初めての日本プロサッカーリーグ（Jリーグ）加盟クラブを誕生させることを目的として、共に四国サッカーリーグに所属していたアイゴッソ高知（以下「アイゴッソ」）と高知UトラスターFC（以下「Uトラ」）の2チームが統合して発足した。エンブレムは土佐闘犬の化粧廻しをイメージし、アイゴッソの臙脂とUトラの緑を置いた中心に鰹を描く。
なお、トップチームの運営はアイゴッソの運営会社であった「株式会社アイゴッソ高知」が「株式会社高知ユナイテッドスポーツクラブ」に商号を変更した上で行い、Uトラの運営法人であった「一般社団法人高知スポーツクラブ」が育成事業を担当する。このため、四国リーグへの参加資格は、書類上はアイゴッソのものを引き継ぐこととなった。なお、Uトラの選手の中に「（Jリーグ加盟を目指す高知Uに合流せず）アマチュアの身分で今後も四国リーグでのプレーを続けたい」という選手が多くいたことを受け、一般社団法人高知スポーツクラブと高知大学が2016年3月1日に「KUFC南国」を設立し、Uトラの参加資格を引き継いで四国リーグに参戦している。

## 歴史

### 四国リーグ（2016年 - 2019年）
2016年
初代監督にはアイゴッソ監督の西村昭宏が就任、Uトラ総監督の野地照樹はアドバイザー的な役割として関与する方針とされた。
2016年7月31日に行われた高知県サッカー選手権大会（兼第96回天皇杯全日本サッカー選手権大会高知県代表決定戦）で13連覇中の高知大学を破り、天皇杯に初出場した。
リーグ戦は、優勝したFC今治に勝ち点2及ばず、12勝1分1敗の2位フィニッシュ。
シーズン終了後、西村昭宏が監督を退任し、スーパーバイザーに就任。
2017年
新監督に、前年ヘッドコーチを務めた大谷武文が昇格。
GK滝裕徳（三菱自動車水島FCに移籍）、DF奥田裕貴（YS横浜に移籍）、MF犬塚友輔（FC徳島セレステに移籍）、FW小林拓弥（テゲバジャーロ宮崎に移籍）、FW出井正太郎（引退）ら14名が退団・引退した。一方で、栃木からDF斉藤大介、岐阜からDF小見恵吾、阪南大学からMF田口遼ら12名が加入した。
12勝2分でリーグを制し、地域CL 2017に出場、2勝1敗でBグループ2位となったものの、各グループ2位同士の比較でCobaltore女川（Cグループ2位）に得失点差で及ばず（女川：+8、高知U：+3）1次ラウンド敗退、JFL昇格はならなかった。
2018年
前年加入したDF斉藤大介（おこしやす京都ACに移籍）をはじめ9名が退団、DFチョン・ウォンジェが北九州に期限付き移籍した。一方で、サウルコス福井からGK黒沢隼、讃岐からDF尹鉄晧・MF林友哉（8月-、期限付き移籍）、FCマルヤス岡崎からDF平田拳一朗、秋田からFW船川琢之介ら12名が加入した。
12勝1分1敗でリーグ2連覇を達成し、地域CL 2018に出場したが、3戦全敗でCグループ4位に沈み、1次ラウンド敗退、この年もJFL昇格はならなかった。
2019年
GK溝ノ上一志（引退）、DF小見恵吾（バンディオンセ加古川に移籍）、DF尹鉄晧（韓国2部・安山グリナースFCに移籍）、DF山内智裕（引退）、MF温炳勲（引退）、FW菅原康太（Sports & Society IZUに移籍）ら15名が退団・引退した。一方で、長崎からGK奥田達朗、テゲバジャーロ宮崎からDF山下宏輝、琉球からMF朴利基、鳥取からGK細田歩夢（7月-、期限付き移籍）・MF松本翔、横浜FCからMF上田悠起（4月-、期限付き移籍）ら16名が加入した。
過去2年で通算3分1敗と苦手としていたFC徳島に2戦2勝とするなど、14戦全勝92得点4失点という圧倒的成績でリーグ3連覇、地域CL 2019に出場、2勝1敗でCグループ2位、各グループ2位の中で成績最上位となり、南国高知FC時代以来18年ぶりの決勝ラウンド進出を果たす。初戦のいわきFCに敗れるも福井ユナイテッドFCに勝利し3位で最終節へ望みを繋げる。そして1次ラウンドで敗北を喫した2位おこしやす京都ACに3-1で勝利し、順位逆転の2位でJFL昇格権を手にした。12月5日、日本フットボールリーグ理事会で2020シーズンからのJFL入会が承認された。

### JFL（2020年 - 2024年）
2020年
JFL昇格に伴う予算の増額によって資金繰が厳しくなり、監督報酬などの諸経費を抑制する必要に迫られたことから大谷武文を放出（退任）。後任には、西村昭宏がGM兼任で復帰した。
選手面では、MF朴利基（FC大阪に移籍）ら9名が退団。一方で、讃岐からMF濱口草太、いわきFCから赤星魁麻、今治からFW陳祥煜（期限付き移籍）、徳島からFW坪井清志郎（期限付き移籍）ら10名が加入した。また、前年は期限付き移籍だった上田悠起が完全移籍に移行した。
新型コロナウイルス感染拡大の影響により後期日程のみとなったリーグ戦は開幕9戦勝ちなし（3分6敗）と苦戦を強いられ第20節終了時には最下位に沈んだものの、第25節Honda FC戦でJFL昇格後初勝利を挙げると、第27節MIOびわこ滋賀戦に勝利し最下位を脱出、4勝4分7敗の14位で昇格1年目のシーズンを終えた。
2021年
西村体制2年目（アイゴッソ高知で2年、ユナイテッド第1期の1年も含めると合計5年目）。MF松本翔（MIOびわこ滋賀へ移籍）やクラブ創設メンバーのMF前原大樹（ブランデュー弘前FCへ移籍）ら14名が退団・引退、期限付き移籍で加入していたFW陳祥煜とFW坪井清志郎がレンタルバック、MF濱口草太が福山シティFCに期限付き移籍した。一方で、JAPANサッカーカレッジからDF松原央門、富山からMFルーカス・ダウベルマン、いわきFCからFW吉田知樹（期限付き移籍）、松江シティFCからFW西村光司を獲得した他、大学から新卒で10名が加入した。
リーグ戦は開幕2連勝を決めるも第3節から5連敗、その後も連勝と連敗を繰り返し7勝9敗の11位で前半戦を折り返す。後半戦は5戦勝ちなしを2回、4戦勝ちなしを1回記録するなど苦戦し2勝6分8敗の15位、総合では9勝6分17敗の13位でシーズンを終えた。
11月30日、Jリーグ百年構想クラブの申請書類を提出した。
2022年
ヘッドコーチの吉本岳史が監督に就任。
2月28日にJリーグ百年構想クラブに認定された。9月27日、2023年シーズンのJ3クラブライセンスを初交付。
DFルーカス・ダウベルマン（富山新庄クラブへ移籍）ら14名が退団・引退、期限付き移籍で加入していたFW吉田知樹がレンタルバック、期限付きで福山シティFCに移籍していたMF濱口草太が完全移籍に移行した。一方で、オーストラリア1部・パース・グローリーFCからGKタンドゥ・ベラフィ、秋田からDF饗庭瑞生、熊本からMF田尻康晴とFW樋口叶（ともに期限付き移籍）ら16名を獲得した。
リーグ戦は開幕から思うように勝点を積み上げられず、4勝6分5敗の11位で前半戦を折り返す。後半戦は2連勝でスタートするも徐々に失速、第23節FCティアモ枚方戦を最後に勝利から見放され、第25節クリアソン新宿からは6連敗を喫し、結局5勝1分9敗の12位、総合では9勝7分14敗の11位でシーズンを終えた。
2023年
1月31日、Jリーグ百年構想クラブから脱退することを発表した。これは、2022年12月の制度改定により、Jリーグ百年構想クラブであることがJリーグ入会要件から外れ、これまで必須であった百年構想クラブでなくともJ3ライセンスの取得に支障がない状況となったことによるもので、クラブは引き続きJリーグ加盟を目指すとしている。
吉本体制2年目。DF藤﨑将汰（FC TIAMO枚方へ移籍）やFW赤星魁麻（讃岐へ移籍）ら12名が退団、期限付き移籍で加入していた選手のうち、DF本石捺、DF川前陽斗、DF吉田晴稀、MF山田恭也がレンタルバック、MF廣岡睦樹が福井ユナイテッドFCへ完全移籍した。一方で、期限付き移籍していたMF田尻康晴とFW樋口叶が完全移籍に移行した。また、八戸からDF小林大智、福岡より東家聡樹を完全移籍で、金沢からGK上田樹、東京VよりDF宮本優、浦和からDF福島竜弥、いわきFCよりDF吉田知樹を期限付き移籍で獲得、その他、大学から新卒で10名が加入した。
天皇杯では、G大阪と横浜FCのJ1勢を下し、ラウンド16に進出した。
2024年度J3クラブライセンスを申請するも、9月26日のJリーグ理事会で、財務基準に関して確認が必要な事項が残っているため、10月理事会にて継続審議とされ、 10月24日のJリーグ理事会にて、2024年のJ3リーグ加入に関し、上述の財務基準に加え、平均観客数についても継続審議となる。
11月5日、第27節ミネベアミツミFC戦に1-2で敗戦、同節勝利した2位ソニー仙台FCとの勝点差が残り3試合で10となったため、この時点で2024年J3リーグ参入の成績要件であるシーズン2位以内達成を逃す。最終的にはJFL昇格後、初の一桁となる7位となった。
11月28日のJリーグ理事会でJ3クラブライセンスについて判定を辞退したことが公表された。
2024年
吉本体制3年目。2月1日、事務所を高知市中心部の本町三丁目に移転。
日本経済大学からパク・ジョンソク、金沢星稜大学から岩瀬蒼生、拓殖大学から加藤成悟、大阪商業大学から児玉壮琉が加入。また、福島から大杉啓、FC大阪から上月翔聖を完全移籍で、水戸から田辺陽太、横浜FCから宇田光史朗を期限付き移籍で獲得した。一方で、JFL時代からチームを支えていた西村勇太、栗原純弥、金井冬土が現役を引退。レンタル移籍していた上田樹が所属元に復帰し、福島竜弥は退団、宮本優は東京Vとの契約満了後、ヴェルスパ大分に完全移籍。伊藤龍世と田口光樹が武蔵野へ、今井涼成がジョイフル本田つくばFCへ、今井那生が山口へ、今村直也がVONDS市原へ、操希翔がFC徳島へ完全移籍した。また、新体制発表時にはタンドゥ・ペラフィの名前が記載されていたが、大怪我により2024年2月9日に現役を引退した。
リーグ戦では、開幕7連勝し首位を独走、直後に連敗こそしたものの更に5連勝し、前半戦15試合終了時点でも12勝1分2敗、2位栃木シティFCに勝点差10と好成績を収めていたが、J3昇格には平均観客動員数2,000人以上が最大の壁となった。
夏休み期間の大量動員を目指した8月31日ヴェルスパ大分戦は台風10号接近の影響により翌日の9月1日に延期となった が、V大分にシーズンダブルの敗戦となったもののこの試合で11,085人を動員。J3昇格へ大きく前進した。
2025年度J3クラブライセンスを申請し、9月24日のJリーグ理事会でJ3クラブライセンスを交付された。10月29日のJリーグ理事会でJFL最終節における最終順位、平均入場者数および年間入場料収入の要件を満たすことを条件にJ3リーグ入会が承認された。
J3昇格には、2位以内の成績、J3ライセンスの他に、1試合平均で2000人以上の動員も必須項目になっているため、一部試合の会場変更があり、9月15日のFCティアモ枚方戦は高知県立春野総合運動公園球技場から、10月6日の栃木シティFC戦も、当初予定の佐川町のスポーツパークさかわ球技場から、それぞれキャパシティーの大きい高知県立春野総合運動公園陸上競技場 に変更して行われることになった。なお、当初の栃木C戦は、当日高知県内の他のスタジアムが使用不能のため佐川町で行うとしていたが、高知県スポーツ振興財団、高知県観光コンベンション協会、佐川町など、関係各位の協力などにより、会場を春野陸上競技場に変更したとのことである。
8月までは好調を維持していたが、9月の第18節V大分戦に敗れて以降5試合で1勝2分2敗と調子を落とし、10月6日第24節栃木Cとの天王山に敗れた結果、8月までにあった勝点差10を1にまで縮められ、翌週の横河武蔵野FC戦に敗れた事で首位から陥落する事になった。結局9月29日のアトレチコ鈴鹿クラブから10月20日の沖縄SV戦まで4連敗を喫し、いずれの試合も無得点だった。その後も勝ち星を挙げられずリーグ後半戦は4勝6分5敗、後半戦ホーム未勝利と大失速し、首位栃木Cとの勝ち点差は9にまで広げられてシーズンを終了した。
年間の総入場者数30,000人と平均入場者数2,000人以上を達成した11月10日のソニー仙台FC戦を引き分け、3位ヴィアティン三重が敗北、4位レイラック滋賀FCが引き分けとなり、共に高知との勝ち点差8を詰める事が不可能となり、昇格(入替戦)圏内の2位以内を確定させた。11月17日の第29節で栃木Cが勝利し高知が引き分けた為、JFL2位が確定した。
入替戦の相手はJ3で19位のY.S.C.C.横浜となった。1stレグではホームの春野総合運動公園が別のイベントで使用され、ナイター設備もJリーグの基準を満たしていない為、香川県丸亀市のPikaraスタジアムを使用することとなった。1stレグは先制されるも同点に追いつき1-1で終了。アウェイニッパツ三ツ沢球技場で行われた2ndレグでは2-0で勝利し、2試合合計3-1でJ3参入を決めた。
天皇杯では、2回戦で鳥栖に敗れ、2年連続のジャイアントキリングとはならなかった。

### J3リーグ（2025年-）
2025年
チームスローガン：高知一心
吉本岳史が監督を退任、後任にいわてグルージャ盛岡前社長の秋田豊を招聘した。
鳥取から長井響、北九州から小林里駆、いわきから杉山伶央、ヴェルスパ大分から福宮弘乃介、ソニー仙台FCから伊藤綾汰、ソロモン諸島1部・ソロモン・ウォリアーズFCから松本光平、香港1部・香港流浪足球会から深川大輔を完全移籍で、愛媛から黒川雷平・カン・ソンチャン、水戸から得能草生、大宮から鈴木俊也、仙台から工藤真人、鹿島から須藤直輝を期限付き移籍で獲得、横浜FCから期限付き移籍で加入している宇田光史朗と水戸から期限付き移籍で加入している田辺陽太が契約期間を延長して残留した。新卒では、九州産業大学から小窪太斗、山梨学院大学から岡澤韻生、阪南大学から三好麟大が加入した。一方で、前身のアイゴッソ高知時代を含めて10年に亘って所属していた横竹翔と2022年から所属していた田尻康晴が引退したほか、樋口叶が長野へ移籍するなど8名が契約満了で、内田優晟と和田侑樹が期限付き移籍期間満了により退団した。内田は3月29日に期限付き移籍で再び加入している。
2月16日に行われたカンセキスタジアムとちぎでの開幕戦・栃木SC戦では0-1で敗れ、23日に行われたホーム開幕戦では0-0で鳥取に引き分けた。3月9日に行われた金沢ゴーゴーカレースタジアムでの金沢戦でJリーグ参入後初勝利を挙げた。ホーム戦は2024年6月30日以降未勝利が続いていたが、6月8日の奈良戦で今季ホーム初勝利と約1年ぶりのホーム勝利を挙げた。
初参加となったルヴァンカップでは3月20日の1回戦でG大阪と対戦し、1-2で敗れた。
天皇杯は5月24日の1回戦は讃岐との「土讃戦」となりPK戦の末に勝利。6月11日の2回戦は神戸と対戦し、1-4で敗れた。
シーズン途中の6月2日にチーム得点王・移籍時点でのJ3リーグ得点王である小林心が仙台に完全移籍、得能草生が期限付き移籍期間を切り上げて退団した。一方で、シンガポール1部・ヤング・ライオンズから小林洵、FC KOREAから朴龍二を完全移籍で、磐田から朴勢己、鳥栖からアルナウ、長崎からジョップ・セリンサリウを期限付きで獲得した。
6月29日、選手・スタッフから秋田豊の指導についてパワーハラスメントの申し立てがあり、相互の意見の相違もあることから、この日から調査の結論が出るまで指揮を見合わせ、代理でヘッドコーチの神野卓哉が指揮を執ることとなった。

## タイトル

### リーグ戦
- 四国サッカーリーグ：3回
  - 2017年、2018年、2019年

## ユニフォーム

### クラブカラー
- 赤、  緑

### ユニフォームスポンサー
| 掲出箇所   | スポンサー名       | 表記              | 掲出年   | 備考                                                    |
| 胸         |                    |                   |          |                                                         |
| 鎖骨       | 旭食品             | 旭食品            | 2022年 - | 左側に表記 2016年 - 2021年は袖 2016年 - 2019年は1stのみ |
| 鎖骨       | 高知銀行           | 高知銀行          | 2022年 - | 右側に表記                                              |
| 背中上部   | なし               | -                 | -        |                                                         |
| 背中下部   | バイエルン・オート | バイエルン★オート | 2021年 - |                                                         |
| 袖         | カシオ計算機       | CASIO             | 2025年 - |                                                         |
| パンツ前面 | なし               | -                 | -        |                                                         |
| パンツ背面 | なし               | -                 | -        |                                                         |

- 胸スポンサーロゴの「高知家」は高知県の県産品PRロゴである[34]が、高知県庁がクラブに資金拠出していることを踏まえ、「高知全体で戦う」意味を込めてクラブが自主的に掲出しているものである[35]。

### ユニフォームサプライヤーの遍歴
- 2016年 - 2019年：ラッツォーリ
- 2020年 - 2021年：ボネーラ
- 2022年 - 現在：アスレタ

### 歴代ユニフォーム
| FP 1st      |        |      |      |      |
| 2016 - 2019 | 2020   | 2021 | 2022 | 2023 |
| 2024        | 2025 - |      |      |      |
|             |        |      |      |      |

| FP 2nd      |        |      |      |      |
| 2016 - 2019 | 2020   | 2021 | 2022 | 2023 |
| 2024        | 2025 - |      |      |      |
|             |        |      |      |      |

### 歴代ユニフォームスポンサー表記
| 年度 | 箇所                              | 箇所            | 箇所                | 箇所     | 箇所                      | 箇所                                                        | 箇所                           | 箇所       | サプライヤー |
| 年度 | 胸                                | 鎖骨左          | 鎖骨右              | 背中上部 | 背中下部                  | 袖                                                          | パンツ前面                     | パンツ背面 | サプライヤー |
| 2016 | LaVita                            | 解禁前          | 解禁前              | 宮地電機 | -                         | 旭食品 （1st） DS デリカサラダボーイ 旭食品グループ （2nd） | 明神水産(株)                   | 解禁前     | Razzoli      |
| 2017 | LaVita                            | 解禁前          | 解禁前              | 宮地電機 | アミフィアブル 株式会社   | 旭食品 （1st） DS デリカサラダボーイ 旭食品グループ （2nd） | 明神水産(株)                   | 解禁前     | Razzoli      |
| 2018 | 高知家                            | -               | -                   | 宮地電機 | サカレコ www.sakareco.com | 旭食品 （1st） DS デリカサラダボーイ 旭食品グループ （2nd） | 明神水産(株)                   | 解禁前     | Razzoli      |
| 2019 | 高知家                            | -               | -                   | 宮地電機 | サカレコ www.sakareco.com | 旭食品 （1st） DS デリカサラダボーイ 旭食品グループ （2nd） | 明神水産(株)                   | 解禁前     | Razzoli      |
| 2020 | 高知家                            | -               | -                   | 宮地電機 | サカレコ sakareco.com     | 旭食品                                                      | しまんとの めぐみ Jun Sui 巡水 | -          | bonera       |
| 2021 | アミフィアブル                    | ミタニ 建設工業 | フォレスト 調剤薬局 | 高知家   | バイエルン★オート         | 旭食品                                                      | MATSUMOTO Water                | -          | bonera       |
| 2022 | 高知家                            | 旭食品          | 高知銀行            | -        | バイエルン★オート         | フォレスト 調剤薬局                                         | -                              | -          | ATHLETA      |
| 2023 | - / 一般社団法人 WellBeing協会/ - | 旭食品          | 高知銀行            | 高知家   | バイエルン★オート         | フォレスト 調剤薬局                                         | -                              | -          | ATHLETA      |
| 2024 | -                                 | 旭食品          | 高知銀行            | 高知家   | バイエルン★オート         | -                                                           | -                              | -          | ATHLETA      |
| 2025 | 高知家                            | 旭食品          | 高知銀行            | -        | バイエルン★オート         | CASIO                                                       | -                              | -          | ATHLETA      |